# Мужская сборная Кыргызстана по баскетболу 3×3
Мужская сборная Кыргызстана по баскетболу 3×3 представляет Кыргызстан на международных соревнованиях по баскетболу 3×3. Управляющим органом является Федерация баскетбола Кыргызской Республики.
По состоянию на 30 августа 2024, мужская сборная Кыргызстана по баскетболу 3×3 занимает 63-е место в мировом рейтинге ФИБА мужских сборных по баскетболу 3×3.

## Результаты выступлений
| Турнир                           | Золото | Серебро | Бронза | Всего |
| -------------------------------- | ------ | ------- | ------ | ----- |
| Чемпионат мира по баскетболу 3×3 | —      | —       | —      | —     |
| Чемпионат Азии                   | —      | —       | —      | —     |
| Азиатские игры                   | —      | —       | —      | —     |
| Игры исламской солидарности      | —      | —       | —      | —     |
| Итого                            | —      | —       | —      | —     |

### Чемпионат мира по баскетболу 3x3
| Год         | Место          | Игры           | Победы         | Поражения      | Состав команды                                                         |
| ----------- | -------------- | -------------- | -------------- | -------------- | ---------------------------------------------------------------------- |
| 2012—2017   | не участвовали | не участвовали | не участвовали | не участвовали | не участвовали                                                         |
| Bocaue 2018 | 16             | 4              | 1              | 3              | Zhanysh Adiev, Shakirzhan Kuranbaev, Stanislav Lukonin, Evgenii Pekhov |
| 2019—н. в.  | не участвовали | не участвовали | не участвовали | не участвовали | не участвовали                                                         |

### Чемпионат Азии по баскетболу 3x3
| Год             | Место          | Игры           | Победы         | Поражения      | Состав команды                                                           |
| --------------- | -------------- | -------------- | -------------- | -------------- | ------------------------------------------------------------------------ |
| 2013            | не участвовали | не участвовали | не участвовали | не участвовали | не участвовали                                                           |
| Улан-Батор 2017 | 7              | 3              | 1              | 2              | Dmitrii Danshin, Shakirzhan Kuranbaev, Evgenii Pekhov, Nurtai Subanbekov |
| 2018—н. в.      | не участвовали | не участвовали | не участвовали | не участвовали | не участвовали                                                           |

### Азиатские игры
| Год           | Место | Игры | Победы | Поражения | Состав команды                                                                |
| ------------- | ----- | ---- | ------ | --------- | ----------------------------------------------------------------------------- |
| Джакарта 2018 | 17    | 4    | 1      | 3         | Omurbek Atabekov, Sherzat Kenenov, Artem Mushtruev, Roman Demchenko           |
| Ханчжоу 2022  | 17    | 4    | 0      | 4         | Adil Zheenaliev, Temirlan Kapakov, Esengeldi Turusbekov, Nurbek Aidanbek Uulu |

### Игры исламской солидарности
| Год        | Место          | Игры           | Победы         | Поражения      | Состав команды                                                           |
| ---------- | -------------- | -------------- | -------------- | -------------- | ------------------------------------------------------------------------ |
| 2017       | не участвовали | не участвовали | не участвовали | не участвовали | не участвовали                                                           |
| Конья 2021 | 10             | 4              | 2              | 2              | Zhanysh Adiev, Nurbek Aidanbek Uulu, Nurtai Subanbekov, Zhantai Beisheev |